# Unearth
Unearth är ett amerikanskt metalcoreband som bildades 1998 i Boston, Massachusetts. De har skivkontrakt med Century Media Records och har släppt åtta studioalbum; det senaste The Wretched; the Ruinous utkom 2023.

## Biografi
Unearth grundades av gitarristerna Buz McGrath och Ken Susi, basisten Chris Rybicki och trummisen Mike Rudberg. Det var den senare som kom på bandets namn, som åsyftade att man ville unearth (ung. "gräva fram") ett nytt sound inom genren. Bandet släppte sin första EP Above the Fall of Man på indieskivbolaget Endless Fight Records i maj 1999. Därefter skrev de på för Eulogy Recordings och släppte på denna etikett fullängdsdebuten The Stings of Conscience i januari 2001 och EP:n Endless i september 2002. Under inspelningen av den senare lämnade Rybicki bandet och skulle sedermera komma att ersättas av John "Slo" Maggard. Även trummisen Mike Rudberg lämnade bandet och ersattes av Mike Justian. Efter att ha spelat på festivaler som New England Metal and Hardcore Festival och MTV's Headbanger's Ball under 2003 och 2004 spelade man med denna banduppställning in det andra fullängdsalbumet The Oncoming Storm, som släpptes på Metal Blade Records i juni 2004.
Bandet har turnerat med diverse namnkunniga band i genren, såsom Killswitch Engage, Shadows Fall, Lamb of God, All That Remains, Hatebreed, Slipknot och As I Lay Dying.
Flera av Unearths album har tagit sig in på Billboard 200-listan. Som bäst nådde man plats 35 med tredje studioalbumet III: In the Eyes of Fire (2006).

## Medlemmar
Nuvarande medlemmar
- Buz McGrath – gitarr (1998– )
- Trevor Phipps – sång (1998– )
- Chris O'Toole – basgitarr (2014– )
- Mike Justian – trummor (2002–2007, 2022– )
- Peter Layman – gitarr (2023– )

Tidigare medlemmar
- Ken Susi – gitarr, bakgrundssång (1998–2022)
- Mike Rudberg – trummor (1998–2002)
- Chris "Rover" Rybicki – basgitarr (1998–2002; död 2010)
- John "Slo" Maggard – basgitarr, bakgrundssång (2002–2014)
- Derek Kerswill – trummor (2007–2010)
- Nick Pierce – trummor (2012–2022)

## Diskografi
Studioalbum
- 2001 – The Stings of Conscience
- 2004 – The Oncoming Storm
- 2006 – III: In the Eyes of Fire
- 2008 – The March
- 2011 – Darkness in the Light
- 2014 – Watchers of Rule
- 2018 – Extinction(s)
- 2023 – The Wretched; the Ruinous

EP
- 1999 – Above the Fall of Man
- 2002 – Endless
- 2024 – Bask in the Blood of Our Demons

Samlingsalbum
- 2005 – Our Days of Eulogy